# Armand Schaubroeck
 (octobre 2012).
Armand Schaubroeck, né en 1944 à Rochester (New York), est un chanteur, guitariste et producteur de musique américain.

## Biographie
En 1962, alors qu'il a 17 ans, Armand Schaubroeck est condamné à trois ans de détention pour vol. Il est incarcéré au Elmira State Reformatory, une prison de New York. Relâché un an et demi plus tard, il ouvre un magasin de guitares avec ses deux frères, the House of Guitars (HOG), dans sa ville natale de Rochester. Parallèlement, il commence sa carrière de musicien au sein de petits groupes très éphémères, Kack Klick puis Churchmice, qui utilisent son magasin comme studio. Au début des années 1970, il crée son propre groupe, qu'il nomme Armand Schaubroeck Steals, pour enregistrer un triple LP, A Lot of People Would Like to See Armand Schaubroeck...Dead, qui retrace son expérience en prison. Les textes sont écrits avec un codétenu, Dan Mac Cabe, et le disque est produit dans son magasin sous son propre label, Mirror Records, après l'échec d'un projet de production par Andy Warhol. L'album, sorte d'opéra rock d'une rare violence, est un véritable chef-d'œuvre. L'album suivant, I Came to Visit, but Decided to Stay, raconte l'histoire d'amour d'un prêtre pour une nonne qu'il décide de tuer pour rester éternellement à ses côtés. Il sort ensuite trois albums, dont un faux live, tous en 1978, avant de se consacrer exclusivement à son magasin.

## Discographie

### Avec Kack Klick
- 1963 : One More Day and One More Night / Lord My Cell is Cold (single)

### Avec Churchmice
- 1965 : Babe We're Not Part of Society / College Psychology on Love (single)

### Armand Schaubroeck Steals
- 1972 (réédition 1975) : A Lot of People Would Like to See Armand Schaubroeck...Dead
- 1973 (réédition 1977) : I Came to Visit, but Decided to Stay
- 1978 : Live at the Holiday Inn
- 1978 : Ratfucker
- 1978 : Shakin' Shakin'
- 1986 : I Shot My Guardian Angel